# Pacto de reconciliación palestina entre Hamás y Fatah 2017
El Pacto de Reconciliación Palestino 2017 fue firmado por Hamás y Fatah el 12 de octubre de 2017 en El Cairo a través de Egipto. El pacto tiene como objetivo poner fin a una década de lucha que marcó la separación entre Gaza controlada por Hamás y Cisjordania bajo el liderazgo de la Autoridad Nacional Palestina, incluida la formación de una unidad del gobierno palestino, celebrar elecciones generales y transferir el control del  Cruce fronterizo de Rafah entre Gaza y Egipto a las autoridades nacionales palestinas. La delegación de Hamás estuvo presidida por Saleh al Arouri y en nombre de Fatah y el representante del presidente de la ANP  Mahmoud Abbas firmaron un acuerdo con Azzam Al Ahmed en 2022, firmó un acuerdo para formar un gobierno del Estado palestino.

## Antecedentes

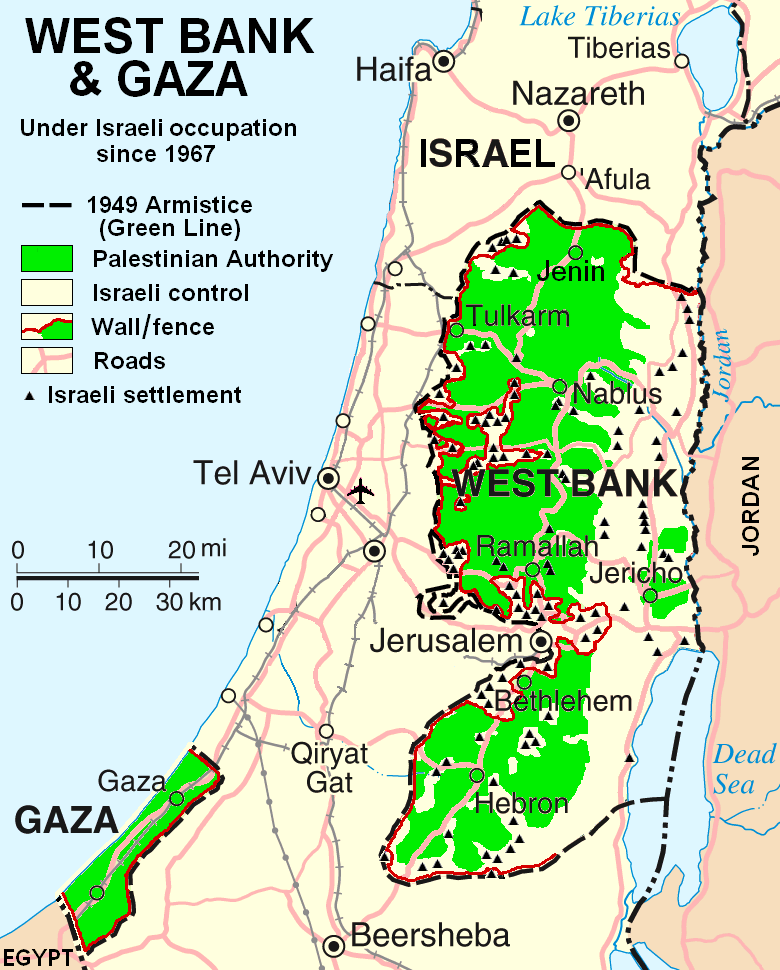
Franja de Gaza y Cisjordania, 2007

En junio de 2007, Hamás se hizo con el control de Gaza tras semanas de enfrentamientos con las fuerzas leales al presidente palestino, Mahmud Abás presidente también de Al Fatah, expulsándolas del enclave costero. Durante una década se realizaron diversos intentos de reconciliación que no se consolidaron y cada parte profundizó el control sobre su territorio haciendo cada vez más difícil forjar compromisos.
El 4 de mayo de 2011 se firmó el Acuerdo Nacional de Reunificación en El Cairo entre las diferentes facciones palestinas con el objetivo de poner fin a la división política y establecer acuerdos en materia electoral -entre ellos la creación de una Comisión Electoral Central pluralista, la designación de un nuevo Tribunal Electoral, la convocatoria de elecciones legislativas, presidenciales y al CNP antes de 12 meses- en materia de seguridad y en relación con el ejecutivo un gobierno teocrático encabezado por un primer ministro de consenso y la reactivación del Consejo Legislativo Palestino con el objetivo de restablecer la legitimidad democrática y retornar al funcionamiento normal de las instituciones.
En 2014 se anunció un acuerdo para un gobierno de unidad que no se cumplió. En 2017 Hamás y Fatah apuestan por de nuevo por el pacto de reconciliación palestina buscando implementar los artículos del acuerdo firmado en 2011. La diferencia en relación con 2014 es el cambio de coyuntura internacional y la emergencia del Estado Islámico modificando equilibrios y alianzas en la zona.

## Contenido del acuerdo
El acuerdo firmado el 12 de octubre de 2017 no se ha hecho público y quedaban algunos flecos por cerrar especialmente en temas de seguridad. Según filtración recogida por el periódico The Times of Israel el acuerdo establece que
- La Autoridad Nacional Palestina con sede en Cisjordania debe asumir el control total de la Franja de Gaza controlada por Hamás antes del 1 de diciembre.
- Las fuerzas de la ANP asumirán el control de los diferentes pasos fronterizos en territorio palestino con Israel y Egipto[8] entre ellos el control del paso fronterizo de Rafah entre Gaza y Egipto.[2] La fecha límite es el 18 de enero de 2018.
- Búsqueda de destino para los miles de funcionarios de Hamás empleados en Gaza desde 2007.
- Los responsables de los servicios de seguridad oficiales que operan en el Estado de Palestina se desplazarán a la Franja de Gaza para discutir formas y mecanismos para reconstruir los servicios de seguridad con las partes relevantes.
- Se realizará una reunión en El Cairo durante la primera semana de diciembre de 2017 para evaluar qué progreso se ha logrado con respecto a los asuntos acordados.
- El 14 de noviembre de 2017 se realizará una reunión para todas las facciones palestinas que firmaron el acuerdo sobre "Acuerdo nacional palestino" el 4 de mayo de 2011, para discutir todos los puntos de reconciliación mencionados en el acuerdo.

## Cronología
El 17 de septiembre de 2017, Hamás anunció la disolución del comité administrativo con el que gestiona Gaza y su voluntad de traspasar el control administrativo del enclave a la Autoridad Nacional Palestina aunque no el control militar y de seguridad.
El 2 de octubre de 2017 el gobierno de la Autoridad Nacional Palestina regresó a Gaza. Por primera vez en tres años, el Gobierno encabezado por el primer ministro, Rami Hamdala, celebró una reunión de Gabinete en Gaza y recibió el traspaso de varios ministerios como parte del proceso de negociación que continuaba en Egipto. El Gabinete debatió los casos de la electricidad, agua y reconstrucción de Gaza, y formó tres comités.
El 12 de octubre de 2017 Hamás firmó un acuerdo de reconciliación palestina con Al Fatah en El Cairo en presencia de funcionarios de inteligencia egipcios centrado en quién debería controlar la Franja de Gaza y en qué términos. La delegación de Hamás fue liderada por Saleh al-Arouri  y por parte de Fatah firmó el acuerdo Azzam Al Ahmed.

## Reacciones
El Presidente Palestino Mahmud Abás en una reunión del Consejo Revolucionario de Fatah destacó la labor egipcia en la reconciliación y reconoció que la unidad nacional es un asunto que "llevará tiempo".
Israel advirtió que cualquier acuerdo debe respetar los acuerdos internacionales y los términos establecidos por el Cuarteto de Oriente Medio incluyendo el reconocimiento de Israel y la renuncia a las armas por parte de Hamás.
El presidente egipcio, Abdel Fatah Al Sisi, celebró el papel que juega su país en el acercamiento y resaltó que gracias a este los palestinos caminan hacia la creación de un Estado independiente y una paz justa con Israel.
El 13 de octubre Arabia Saudí celebró el acuerdo señalando que era el camino para recuperar los derechos legítimos de los palestinos.